# Чоу, Эми
Эми Чоу (англ. Amy Chow, род. 15 мая 1978) — американская спортивная гимнастка, член знаменитой олимпийской женской команды США по спортивной гимнастике 1996 года, когда американки впервые стали олимпийскими чемпионками. Тогда в 1996 году в Атланте завоевала также личное серебро на брусьях. Вернулась на олимпийские игры в 2000 году, завоевав там в составе команды США ещё одну медаль, бронзовую (в командном первенстве). Также является серебряным призёром чемпионата мира 1994 года (тоже в командных соревнованиях).